# Saint-Rémi (Quebec)
Saint-Rémi é uma cidade localizada na província de Quebec no Canadá.